# الحوادث الجامعه
الحوادث‌الجامعه عنوان کتابی تاریخی به زبان عربی است از ابن فوطی مورخ قرن ۷ و ۸ ه.ق و کتابدار رصدخانه مراغه که در آن وقایع سده هفتم هجری قمری در  سرزمین‌های اسلامی گزارش شده‌است. این کتاب با ذکر حوادث سال ۶۲۵ هجری شروع می‌شود و به‌صورت سال شمار حوادث سال‌های بعد از آن را تا سال ۷۰۰ هجری ذکر می‌کند؛ بنابراین به نظر می‌رسد بخش‌هایی از آن که به بیست و پنج سال نخست این سده مربوط می‌شده، از میان رفته‌است.در لغت نامه دهخدا مولف کتاب الحوادث الجامعه کمال الدین عبدالرزاق بن احمد بن محمد که او را ابن فوطی نیز می‌گفتند ذکر گردیده است. البته در نظرات دیگری انتساب آن به ابن فوطی امروزه مورد تردید جدی صاحب نظران است. به‌طور مثال، مصطفی جواد ضمن مقایسه کتاب ابن فوطی، مجمع الآداب فی معجم الالقاب، امکان نوشته شدن هردو کتاب توسط وی را رد می‌کند. وی با توجه به شواهدی که در این کتاب وجود دارد، نویسنده آن را ایرانی و شیعه به نام محب الدین کرجی  می‌داند. نثر این کتاب، ساده و روان است و در خلال آن از آیات قرآن و اشعار نیز استفاده شده‌است.
این کتاب با تصحیح بشار عواد معروف و عماد عبدالسلام رئوف در سال ۱۹۹۷ میلادی در بیروت چاپ شد. نسخه فارسی این کتاب با نام حوادث الجامعه؛ رویدادهای قرن هفتم هجری (شابک ۹۶۴-۷۸۷۴-۰۰-۶) با ترجمه عبدالمحمد آیتی در سال ۱۳۸۱ در تهران به چاپ رسید.

## محتوای کتاب
این کتاب یکی از منابع مهم برای مطالعه هجوم مغول به ایران و برچیده شدن حکومت‌های اسماعیلیان، خوارزمشاهیان و عباسیان است. علاوه بر این، برخی از وقایع و موضوعاتی که در این کتاب به ثبت رسیده‌است، عبارتند از:
- لشکرکشی هلاکو به شام
- آشوب در بغداد
- فساد عیاران
- گرانی در بغداد
- مطالبی در خصوص مدرسه نظامیه، مدرسه مستنصریه و بیمارستان عضدی
- مواردی در مورد قواعد نظامی و سلاح‌های رایج
- نظام اقطاع
- طغیان دجله
- زلزله بغداد